# Championnat Luxembourgeois 1910-1911
La Klasse A 1910-1911 è stata la 2ª edizione del massimo campionato lussemburghese di calcio. La stagione è iniziata il 25 agosto 1910 ed è terminata il 9 aprile 1911 con lo spareggio per il primo posto. La squadra Sporting Club Luxembourg ha vinto il titolo per la seconda volta nella sua storia.

## Formula
2 punti alla vittoria, un punto al pareggio, nessun punto alla sconfitta.
Le 4 squadre partecipanti si affrontano in un girone di andata e ritorno, per un totale di 6 giornate.

## Classifica finale
|                        | Pos. | Squadra              | Pt       | G | V | N | P | GF | GS | DR  |
| ---------------------- | ---- | -------------------- | -------- | - | - | - | - | -- | -- | --- |
| Lussemburgo (bandiera) | 1.   | Sporting Luxembourg  | 9        | 6 | 4 | 1 | 1 | 15 | 6  | +9  |
|                        | 2.   | SC Differdange       | 9        | 6 | 4 | 1 | 1 | 8  | 6  | +2  |
|                        | 3.   | Hollerich Bonnevoie  | 6        | 6 | 2 | 2 | 2 | 10 | 7  | +3  |
|                        | 4.   | Mansfeldia Clausen   | 0        | 6 | 0 | 0 | 6 | 1  | 15 | -14 |
|                        | 5.   | Jeunesse Hautcharage | ritirato | - | - | - | - | -  | -  | -   |

- Spareggio per il 1º posto: Sporting Club Luxemburg - SC Differdange 3 - 0
- Jeunesse Echternach ritirato dopo il 2º turno del Campionato.

Legenda: 

      Campione del Lussemburgo 1910-1911